# Stefano Elia Marchetti

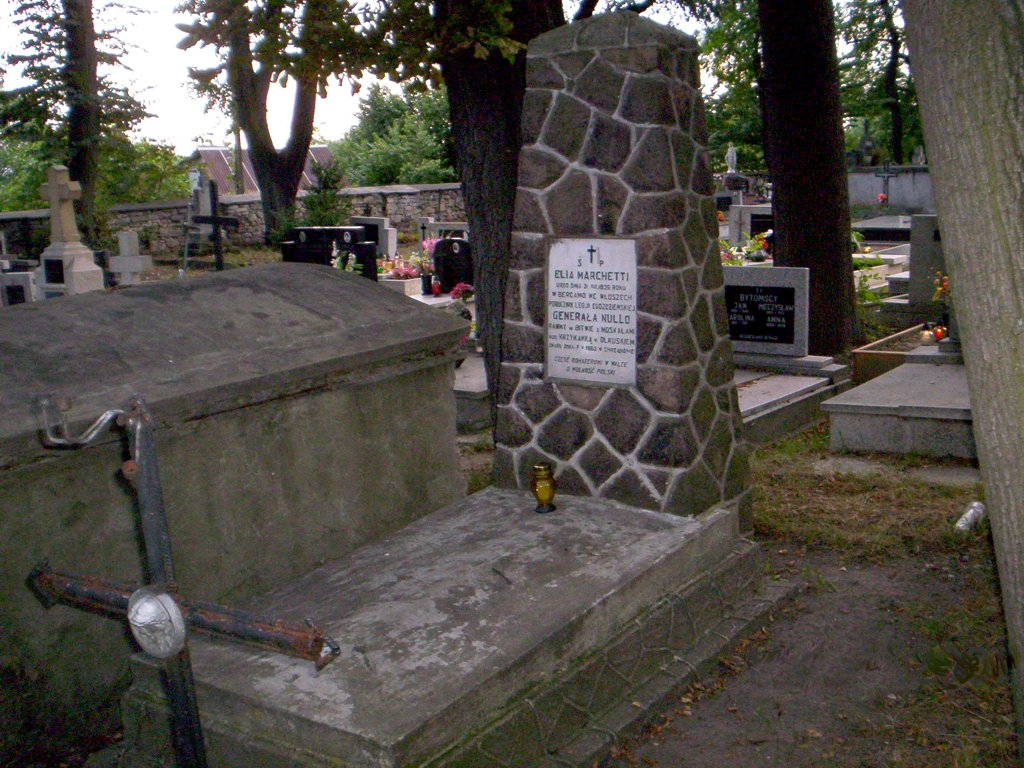
La tomba di Stefano Elia Marchetti a Chrzanów, in Polonia

Stefano Elia Marchetti (Bergamo, 10 settembre 1839 – Chrzanów, 7 maggio 1863) è stato un patriota e militare italiano.

## Biografia
Figlio di Vincenzo Marchetti, il giovane Stefano fu arruolato personalmente dall'allora capitano Francesco Nullo, che si occupava dei volontari bergamaschi. Nel 1859 fu insieme a Garibaldi nelle file dei Cacciatori delle Alpi e successivamente seguì il capitano nella spedizione dei Mille, combattendo con valore a Calatafimi, Palermo, Milazzo, Calabria e Capua, sempre a fianco del capitano Nullo e del battaglione dei Cacciatori.
Nell'elenco ufficiale dei partecipanti all'impresa dei Mille, pubblicato sulla Gazzetta Ufficiale del Regno d'Italia del 12 novembre 1878, lo si trova al numero 599.
Nel 1862 venne arrestato con altri 123 garibaldini mentre organizzava una spedizione per la liberazione del Trentino e del Veneto, ricordata come fatti di Sarnico. Scarcerato, seguì Nullo anche nella seconda spedizione in Sicilia con lo scontro d'Aspromonte. Nel 1863 partì per la Polonia, in una formazione di circa 600 volontari italiani e francesi, tra i quali una sessantina di camicie rosse, approntata dal generale Nullo. Durante il viaggio di trasferimento si aggregarono alla legione franco-italiana anche piccoli gruppi di cacciatori polacchi in esilio e gli "Zuavi della Morte", guidati dal tenente François de Rochebrune. La Legione varcò i confini della Polonia del Congresso il 3 maggio 1863 presso Krzeszowice. Quel giorno stesso venne ingaggiata la prima battaglia vittoriosa della Legione a Podłęże. Successivamente, il 5 maggio 1863 la Legione prese parte nella battaglia di Krzykawka, vicino ad Olkusz in Polonia, dove insieme agli Zuavi della Morte subì pesanti perdite. Diversi italiani furono uccisi in questo scontro, tra cui Francesco Nullo, ed altri furono fatti prigionieri e deportati in Siberia, tra cui il cornigliese Giovanni Rustici.
Marchetti venne ferito gravemente e fu trasportato a casa di un capitano austriaco, vicino al confine con la Polonia austriaca, a Chrzanów, dove morì sei giorni dopo a causa delle ferite riportate. È stato sepolto a Chrzanów, ora in Polonia.